# Reference Island
Reference Island är en ö i Kanada.   Den ligger i territoriet Nunavut, i den östra delen av landet, 2 300 km nordväst om huvudstaden Ottawa. Arean är 0,89 kvadratkilometer.
Terrängen på Reference Island är mycket platt. Öns högsta punkt är 23 meter över havet. Den sträcker sig 1,5 kilometer i nord-sydlig riktning, och 1,0 kilometer i öst-västlig riktning.
Trakten runt Reference Island består i huvudsak av gräsmarker. Trakten runt Reference Island är nära nog obefolkad, med mindre än två invånare per kvadratkilometer.